# Перестраиваемый лазер

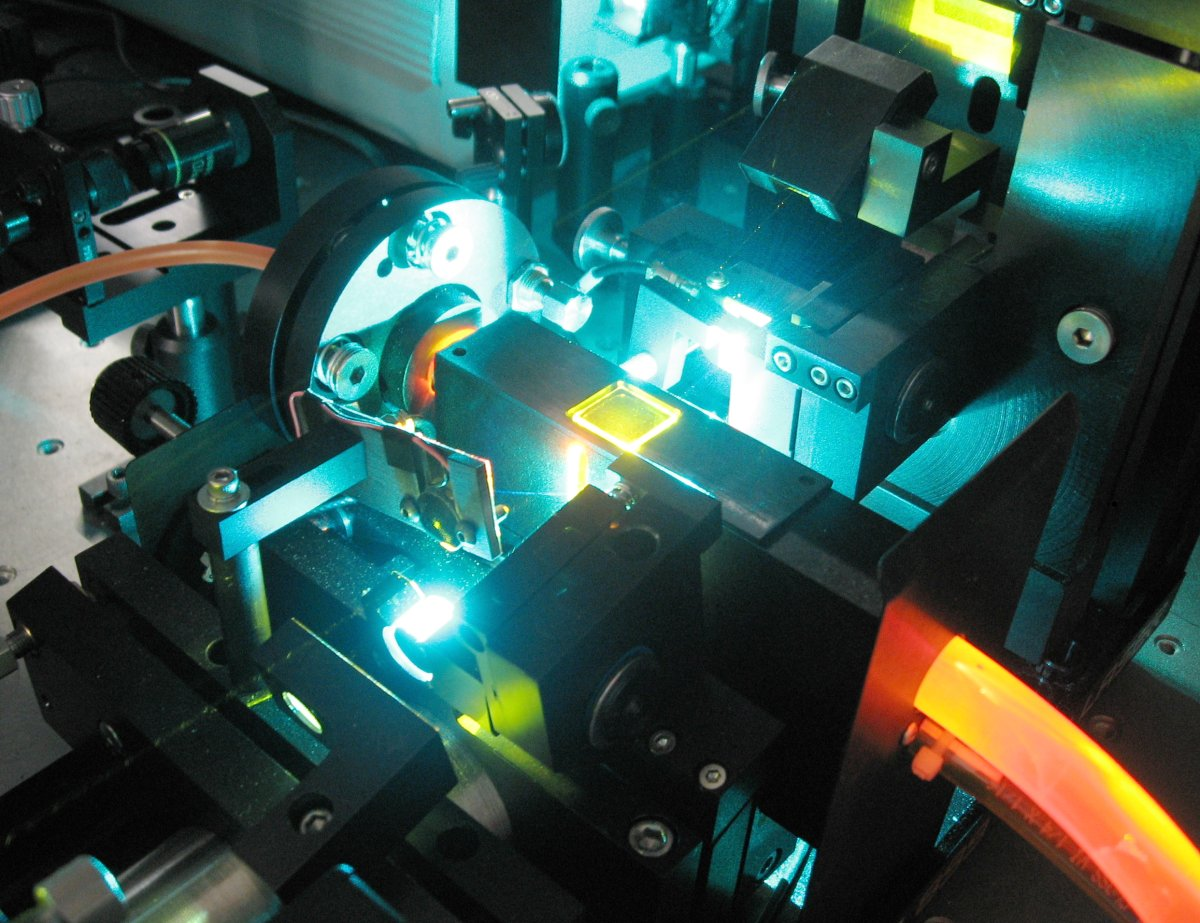

Перестраиваемый лазер — лазер, длина волны излучения которого может изменяться в спектральном диапазоне, ширина которого существенно больше ширины линии излучения лазера. Далеко не все лазеры имеют такую возможность. Перестраиваемые лазеры могут быть твердотельными, жидкостными, волоконными, полупроводниковыми, гибридными и т. д. Наибольшие области спектральной перестройки линии излучения имеют твердотельные лазеры: титан-сапфировый лазер (690—1100 нм), Cr:ZnSe лазер (1970—2760 нм), Fe:ZnSe лазер (3950-5050 нм), и жидкостные лазеры: лазер на красителях (400—700 нм). В последние годы в связи с прогрессом в разработке высокоэффективных нелинейных кристаллов альтернативой перестраиваемым лазерам в ряде применений могут быть оптические параметрические генераторы, накачиваемые лазерами с фиксированной длиной волны излучения. Перестройка длины волны излучения такого генератора производится при помощи изменения ориентации или температуры нелинейного кристалла.